# Dorsey Wright
Dorsey Wright (Nova Iorque, Estados Unidos, 21 de abril de 1957) é um ator americano, mais conhecido por seu papel nos filmes The Warriors (1979), em que interpretou Cleon, e Hair (1979), onde atuou como Hud.

## Biografia
Wright nasceu no Bronx, em Nova Iorque, em 21 de abril de 1957. Ele é formado pela De Witt Clinton High School, e passou um ano no Lehman College, na Universidade da Cidade de Nova Iorque antes de se transferir para o Instituto Pratt. 
Ele obteve seu primeiro papel como ator, pelo qual é mais lembrado, no ano de 1979, em The Warriors. Ainda em 1979, ele também co-estrelou a versão cinematográfica de Hair no mesmo ano. Em 1981, ele fez o papel de um membro de gangue no filme Ragtime e, em 1984, interpretou o personagem Junior Jones na adaptação para o cinema de The Hotel New Hampshire, romance escrito por John Irving, sendo este seu último papel no cinema, já que deixou de atuar em 1985. 
Dorsey também atuou na adaptação para videogame de The Warriors, em 2005, emprestando sua voz ao personagem que já havia interpretado na tela dos cinemas. Atualmente, trabalha para a Autoridade Portuária de Nova York, e ocasionalmente faz trabalhos de locução para comerciais.

## Filmografia

### Filmes
| Ano  | Título                              | Papel               | Observações            |
| ---- | ----------------------------------- | ------------------- | ---------------------- |
| 1979 | The Warriors                        | Cleon               |                        |
| 1979 | Hair                                | Lafayette (Hud)     |                        |
| 1981 | Ragtime                             | Membro da gangue #4 |                        |
| 1984 | The Hotel New Hampshire             | Junior Jones        |                        |
| 2013 | Vamp Bikers                         | Padre Elias         | Diretor assistente     |
| 2015 | Vamp Bikers Dos                     | Padre               | Agradecimento especial |
| 2015 | The Warriors: Last Subway Ride Home | Cleon               | Vídeo curto            |

### Televisão
| Ano  | Título            | Papel                   | Observações                |
| ---- | ----------------- | ----------------------- | -------------------------- |
| 1984 | 100 Centre Street | EstenógrafoAndre Bussey | Filme para a televisão     |
| 1984 | E/R               | Jackson                 | Episódio: "Pilot: Parte 1" |
| 2022 | Zoo Crew Two      |                         | Produtor e consultor       |

### Videogames
| Ano  | Título             | Papel      | Observações |
| ---- | ------------------ | ---------- | ----------- |
| 2005 | The Warriors       | Cleon      |             |
| 2013 | Grand Theft Auto V | Paramédico |             |